# Widukle
Widukle (lit. Viduklė) – miasteczko na Litwie w okręgu Kowno w rejonie rosieńskim. Było stolicą jednego z traktów Księstwa Żmudzkiego.
W pobliżu znajduje się stacja kolejowa Viduklė, położona na linii Radziwiliszki – Pojegi.

## Historia
W 1806 roku biskup żmudzki Józef Arnulf Giedroyć wzniósł tu drewniany kościół św. Krzyża. W pobliżu kościoła drewniana dzwonnica z 1842 r. z zabytkowym dzwonem z 1644 r.
Podczas okupacji hitlerowskiej, w lipcu 1941 roku Litwini utworzyli getto dla żydowskich mieszkańców. Przebywało w nim około 400 osób. 21 sierpnia 1941 roku Niemcy zlikwidowali getto, a Żydów wywieziono do getta w Szawlach, a następnie zamordowano. 